# Néferkarê VII
Pour les articles homonymes, voir Néferkarê.
Neferkarê VII était un roi héracléopolitain de la IXe ou de la Xe dynastie, pendant la Première Période intermédiaire. Il régnait à partir d’Héracléopolis en Haute-Égypte (20e nome).
Il est contemporain du roi Antef Ier (XIe dynastie). Il est mentionné dans le texte biographique d'Ânkhtyfy, nomarque de Hiérakonpolis et le prince de Moala (30 km au sud de Thèbes). Néferkarê aurait, selon lui, mené une campagne contre les Thébains avec l'aide du nome d'Edfou.
L'histoire est décrite ainsi : Néferkarê, allié aux nomarques Hotep et Ânkhtyfy, cherche à détruire la puissance des princes Thébains en Haute-Égypte. Il charge Ânkhtyfy de déposer et de remplacer le prince d'Edfou, Khoui, allié des Antef de Thèbes. Ânkhtyfy, avec l'aide du prince d'Éléphantine, attaque le gouverneur de Thèbes et son allié le prince de Coptos. Mais les opérations vont être finalement suspendues, le pays étant paralysé par la famine.